# Volker Hintermeier
Volker Hintermeier (* 1968 in Donauwörth) ist ein deutscher Bühnenbildner, der überwiegend am Wiener  Burgtheater arbeitet.

## Leben
Hintermeier wollte ursprünglich Kunstmaler werden, doch seine Eltern empfohlen zur Sicherheit ein Handwerk. Er absolvierte schließlich nach dem Abitur eine Schreinerlehre, half einem Bühnenbildner mit seinen Modellen und studierte in der Folge Bühnenbild und Kostüm am Mozarteum in Salzburg. 

## Schaffen
Von 2002 bis 2005 war er Ausstattungsleiter am Schauspielhaus Bochum, wo er u. a. mit Helge Schneider zusammenarbeitete. 2002 realisierte er die Eröffnungsproduktion der Ruhrtriennale – Deutschland Deine Lieder. Von 2005 bis 2009 wirkte er als Chefbühnenbildner am Schauspielhaus Zürich, seither ist er überwiegend für das Burgtheater tätig. Er gestaltete aber auch Bühnenbilder für Schauspiel Frankfurt, Schauspiel Köln, Schauspiel Leipzig und Schauspiel Stuttgart, für das Theater Oberhausen, das Wiener Volkstheater, das Theater am Neumarkt in Zürich und das Luzerner Theater, sowie für das Staatsschauspiel Dresden.
Langjährige Zusammenarbeit verbindet Hintermeier mit den Regisseuren Jürgen Kruse und Matthias Hartmann. Letzteren begleitete  er von Bochum über Zürich nach Wien. Mit Hartmann am Regiepult übernahm er erstmals auch Opernausstattungen, zuerst im Jahr 2003 am Opernhaus Zürich für Smetana Verkaufte Braut,  ebendort 2006 für d’Alberts Tiefland und 2008 für Bizets Carmen und 2009 an der Wiener Staatsoper für Lady Macbeth von Mzensk von Dmitri Schostakowitsch. Tiefland wurde 2008 auch am Gran Teatre del Liceu gezeigt. Für Volker Schlöndorffs Inszenierungen von Carmen und Katja Kabanowa in St. Petersburg entwarf er ebenfalls die Bühnenbilder. Die Carmen wurde 2012 auch bei den Seefestspielen Berlin gezeigt.
Bei den Salzburger Festspielen debütierte Hintermeier 2007 mit dem Bühnenbild für Shakespeares Sommernachtstraum in der Regie von Christian Weise. Seine ersten Produktionen am Burgtheater waren Faust I und Faust II, wiederum mit Hartmann als Regisseur.
In der Spielzeit 2013–14 wirkte er bei der Zeitzeugenproduktion Die letzten Zeugen von Doron Rabinovici und Matthias Hartmann am Wiener Burgtheater mit; die Produktion bezog sich auf die Novemberpogrome 1938, erlangte hohe Wertschätzung seitens Publikum und Presse und wurde zum Berliner Theatertreffen 2014 eingeladen.

## Werke (Auswahl)
- 2001: Es ist Zeit. ABRISS, von Albert Ostermaier, Schauspielhaus Bochum, Regie: Matthias Hartmann[2]
- 2019: Geschlossene Gesellschaft, von Jean-Paul Sartre, Schauspiel Frankfurt, Regie: Johanna Wehner[3]

## Nachweise
1. ↑  Neue Zürcher Zeitung: Die Laufstegverlassenheiten eines Kulissenkünstlers, 11. Januar 2006
2. ↑  Ralf Schnettkers: Ostermaiers "Es ist Zeit. ABRISS". 15. Oktober 2001 (welt.de [abgerufen am 2. Dezember 2019]).
3. ↑  Alexander Jürgs: Geschlossene Gesellschaft – Schauspiel Frankfurt – Johanna Wehner modelliert Jean Paul Sartres Klassiker neu. Abgerufen am 1. Dezember 2019 (deutsch).

| Personendaten    | Personendaten           |
| ---------------- | ----------------------- |
| NAME             | Hintermeier, Volker     |
| KURZBESCHREIBUNG | deutscher Bühnenbildner |
| GEBURTSDATUM     | 1968                    |
| GEBURTSORT       | Donauwörth              |